# واین (لایه سازگاری)
واین (به انگلیسی: Wine) یک لایه سازگاری آزاد و متن-باز است که به برنامه‌های نوشته‌شده برای سیستم‌عامل مایکروسافت ویندوز قابلیت اجرا شدن بر روی سیستم‌عامل‌های شبه-یونیکس را می‌دهد. همچنین واین دارای کتابخانه‌ای به نام Winelib است که توسعه‌دهندگان می‌توانند نرم‌افزارهای ویندوز خود را با آن کامپایل کنند تا سازگار کردن آن برای سیستم‌عامل‌های شبه-یونیکس راحت‌تر شود.
واین یک شبیه‌ساز نیست بلکه یک لایه سازگاری است به این خاطر که پیاده‌سازی از دی‌ال‌ال‌های ویندوز است. نام واین از مخفف جملهٔ Wine Is Not an Emulator آمده است که «واین یک شبیه‌ساز نیست» معنی آن است.
واین در حالت پیش‌فرض بر روی اکثر توزیع‌های گنو/لینوکس نصب نیست و کاربر باید آن را نصب کند.

## مایکروسافت و واین
مایکروسافت تا به حال به صورت عمومی چیزی دربارهٔ واین نگفته‌است. اگرچه نرم‌افزار ویندوز آپدیت به‌روزرسانی‌های نرم‌افزارهای ویندوز که از طریق واین اجرا می‌شوند را مسدود می‌کند. در ۱۶ فوریه ۲۰۰۵ Ivan Leo Puoti متوجه شد که مایکروسافت شروع به بررسی در ویندوز رجیستری برای پیدا کردن کلیدهای تنظیمات واین می‌کند تا نرم‌افزار ویندوز آپدیت آن نرم‌افزارها را مسدود کند تا به روز نشوند.
نرم‌افزار WGA نیز کلیدهای تنظیمات واین را جستجو می‌کند. در سوالات متدوال نرم‌افزار WGA آمده‌است که WGA برای واین طراحی نشده‌است، از آن‌جایی که واین «ویندوز اصل» را تشکیل نمی‌دهد. وقتی WGA واین را بر روی سیستم تشخیص دهد، پیغامی به کاربران می‌دهد که ویندوز شما اصل نیست دانلود برای شما غیرفعال خواهد شد. با وجود این موضوع برخی گزارش داده‌اند که WGA بر روی واین به خوبی کار می‌کند.

## بیشتر بخوانید
کراس‌اور